# Mary Hare School
Die Mary Hare School ist eine koedukative, nichtstaatliche Sonderschule mit Internat für gehörlose Schüler in Newbury. Sie besteht aus rund 230 Schülern vom Vorschulalter (4 Jahre) bis zur 13. Klasse (19 Jahre).

## Geschichte
Die Schule wurde 1916 von Mary Adelaide Hare als Dene Hollow School for the Deaf in Burgess Hill gegründet. Nach Mary Hares Tod am 5. November 1945 wurde sie am 1. Januar 1946 in Mary Hare Grammar School for the Deaf umbenannt. Die Mary Hare School ist keine Grammar School mehr.
Die Schule kaufte 1947 Arlington Manor und die umliegenden Anwesen und zog 1949 von ihrem alten Standort in Burgess Hill in die renovierten Räumlichkeiten um. Seitdem folgten mehrere Bauprojekte, die die Schule auf ihre heutige Größe erweiterten. Dazu gehören ein Klassenzimmer, eine Aula, ein Internat für Jungen, Personalwohnungen (heute Internat für die Siebtklässler), ein neues, modernisiertes Schwimmbad, ein Wissenschaftsgebäude, ein Campus für die Oberstufe, ein Kunst- und Designzentrum, das Arlington Arts Centre mit einem Theater mit 250 Sitzplätzen, ein Musiktherapiezentrum und ein Aufnahmestudio. Ein Internat für die Elftklässler, das Murray House, wurde 2012 fertiggestellt.
Die Schwimmbad-Aktion begann 2014. Die Renovierung des Schwimmbads wurde nach acht Monaten im März 2017 abgeschlossen und das alte, verrostete Dach wurde ersetzt.
Die Schule bietet verschiedene Fächer auf GCSE- und Abitur-Niveau an. Viele Schüler besuchen die Universität oder andere weiterführende Schulen.
Die Kommunikation erfolgt mündlich, d. h. die Schüler vertiefen sich in die englische Sprache und verwenden daher im Unterricht keine Gebärdensprache. Einige Schüler verwenden die Gebärdensprache möglicherweise außerhalb des Unterrichts. (Der „Sprachwettbewerb“, ein obligatorischer Wettbewerb innerhalb der Schule, der das Sprechen fördern und das Gebärden verhindern sollte, wurde in den 1980er Jahren abgeschafft.)
Die Schule selbst ist heute ein kleiner Teil des Unternehmens Mary Hare Limited, das aus der Mary Hare Secondary und der Mary Hare Sixth Form besteht. Weitere Abteilungen sind die Mary Hare Primary (ehemals Mill Hall School, Cuckfield, West Sussex), Arlington Labs (Hersteller von Ohrpassstücken), Mary Hare Training Services (Aufbaustudiengänge in Gehörlosenpädagogik, Audiologie und Hörgeräteversorgung), die Mary Hare Foundation (Spendensammlung), das Arlington Arts Centre (Theater, Musik, Konferenzen) und die Mary Hare Hearing Centres (Hörgerätegeschäfte). Der derzeitige Schulleiter ist Robin Askew.
2017 wurde ein Spendenaufruf für den Bau einer neuen Grundschule auf dem Schulgelände von Arlington Manor gestartet. Die Mary Hare Foundation sammelte 4 Millionen Pfund für das Projekt. 2021 erfolgte der Spatenstich und der Baubeginn. Das Bauprojekt wurde im August 2022 mit der offiziellen Schlüsselübergabe von den Bauunternehmern an Mary Hare abgeschlossen, und im September 2022 wurde die neue Grundschule eröffnet. Die gesamte Schule (Grundschule, weiterführende Schule und Oberstufe) befindet sich nun an einem Standort.